# Rabsake
Rabsake (Akkadisch: Rab šaqē, oorspronkelijk "Opperschenker", later "(Opper)bevelhebber"; Hebreeuws: רַבְשָׁקֵה, Rav-sja-qeh' ) was waarschijnlijk een Assyrische militaire titel en komt ook in de Hebreeuwse Bijbel voor (2 Koningen 18:17), in sommige Bijbelvertalingen weergegeven als opperbevelhebber of commandant.

## Archeologie
Uit archeologische vermeldingen van de titel rabsake blijkt dat het zeer waarschijnlijk een militaire functie was.
Zo komt de titel voor op een inscriptie die de Assyrische koning Tiglath-Pileser III op een gebouw liet aanbrengen:
Ik zond een van mijn beambten, de rabsaq, naar Tyrus.
In het British Museum is een tablet te zien van Assurbanipal met de inscriptie:
Ik gaf de opdracht de rabsaq-beambte aan mijn vorige (strijd)krachten (in Egypte) toe te voegen.

## Hebreeuwse Bijbel

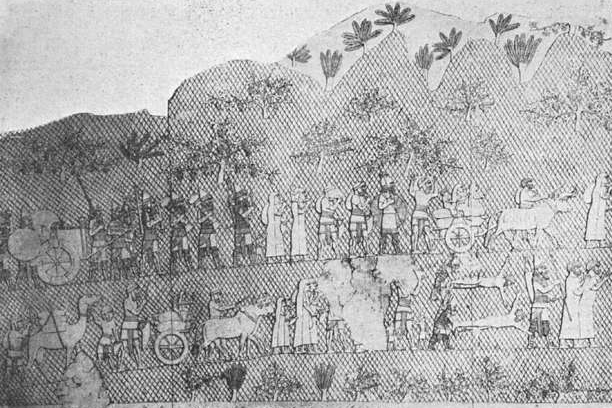
Reliëf van Sanherib (British Museum): Judeeërs worden door de Assyriërs weggevoerd uit Lachis

In de Hebreeuwse Bijbel komt de titel rabsake voor in een verhaal dat zich afspeelde tijdens de regering van Hizkia (725 - 696 v.Chr.). Er wordt verteld hoe het koninkrijk Juda werd aangevallen door de Assyriërs onder leiding van hun koning Sanherib. Sanherib zelf belegerde Lachis en stuurde manschappen naar Jeruzalem, onder leiding van de tartan, oftewel de opperbevelhebber, en twee functionarissen, de rabsaris en de rabsake.
Bij de aankomst te Jeruzalem posteerden zij zich bij de waterleiding van de bovenvijver en vroegen Hizkia te spreken. De rabsake was de voornaamste woordvoerder en sprak vloeiend Judees en Aramees. In plaats van Hizkia verschenen Eljakim, het hoofd van de hofhouding, Sebna, de schrijver, en Joah, de kanselier. De rabsake sprak hen in het Judees aan, zodat heel het volk mee kon luisteren. Hij vroeg hun om tegen Hizkia te zeggen dat vertrouwen op Egypte zinloos was, evenals vertrouwen op hun god JHWH (2 Koningen 18:19-24). De rabsake beweerde dat JHWH zelf Sanherib had opgedragen om Juda in te nemen (2 Koningen 18:25). Na het verzoek van Eljakim en zijn metgezellen om in het Aramees te onderhandelen, zodat de andere mannen het niet konden verstaan, riep de rabsake juist de luisterende mannen op zich over te geven. JHWH zou hen niet redden, nog geen enkele god had de opmars van Sanherib kunnen stuiten. Niemand reageerde op zijn oproep tot onderwerping (2 Koningen 18:27-36).
Nadat Eljakim en zijn metgezellen Hizkia verslag uitbrachten, vroeg Hizkia JHWH om hulp en zond mannen naar de profeet Jesaja, om te horen wat JHWH hem zou antwoorden. Deze vertelde Hizkia dat hij niet bevreesd hoefde te zijn (2 Koningen 18:37-19:6). Kort daarop kreeg de rabsake te horen dat Sanherib tegen Libna streed en verliet hij Jeruzalem om hem te hulp te komen. Sanherib zelf stuurde vanuit Libna brieven naar Hizkia om hem tot overgave te bewegen. Hizkia legde deze brieven in de tempel voor het altaar neer en vroeg JHWH voor de tweede keer om hulp (2 Koningen 19:8-19). Jesaja bracht Hizkia het antwoord van JHWH over, namelijk dat de stad niet zal worden ingenomen (2 Koningen 19:32-33).
Hierna bracht een engel 185.000 Assyriërs in hun legerkamp om (2 Koningen 19:35, 2 Kronieken 32:21, Jesaja 37:36). Na dit verlies brak Sanherib het beleg op en keerde terug naar zijn hoofdstad Nineve. Kort hierop werd hij vermoord door twee van zijn zonen. Hij werd opgevolgd door Esarhaddon (2 Koningen 19:36-37).

## Josephus
Flavius Josephus schrijft in zijn boek Oude geschiedenis van de Joden over een ziekte die het leger, geleid door de rabsake, had getroffen. Ook hij noemt het aantal van 185.000 soldaten.